# Větrný mlýn (Zbyslavice)
Větrný mlýn holandského typu se nachází v obci Zbyslavice, okres Ostrava-město. Větrný mlýn stojí v nadmořské výšce 343 m jihovýchodně od obce.

## Historie
Mlýn byl postaven Johannem Beierem a Carlem Ulrichem v roce 1869 na místě bývalého dřevěného mlýna. Kamenný mlýn vlastnila Ulrichova rodina až do roku 1937. V době druhé světové války tam bylo německé kulometné hnízdo. Po válce byl mlýn znárodněn. V roce 1950 byla požadována jeho demolice, ale i přes souhlas památkové péče k jeho zboření nedošlo. V roce 1971 zříceninu koupil nový majitel a mlýn upravil na letní byt. Od roku 2001 je mlýn ve znaku obce Zbyslavice.

## Popis
Větrný mlýn je třípodlažní válcová zděná stavba na kruhovém půdorysu, zakončená kuželovou střechou s vikýřem, kterým je vyvedena hřídel větrného kola. Střecha je krytá plechem, krov dřevěný. Mlýn má vnitřní průměr 6,6 metrů. Jako stavební materiál byl použit lomový kámen, síla zdí je jeden metr. Ve zdi jsou v patrech dřevěná okna. Mlýn má přístavbu.
Uvnitř mlýna jsou dřevěné trámové a železobetonové stropy, schodiště je dřevěné. Mlecí zařízení bylo zničeno.

## Další informace
Poblíž, severním směrem se nachází kopec Podklan.